# Větrný mlýn (Hodslavice)
Větrný mlýn holandského typu se nachází v obci Hodslavice, okres Nový Jičín. Byl zapsán do Ústředního seznamu kulturních památek ČR.

## Historie
Větrný mlýn stojí na kopci v nadmořské výšce 360 m. Byl postaven v roce 1864 sedlákem Josefem Bartoněm. V roce 1876 mlýn byl zakoupen rodinou Davidovou. Poslední oprava proběhla v roce 1926. V roce 1929 byla vichřicí ulomena křídla. V roce 1931 bylo odstraněno mlecí zařízení a v roce 1939 byl mlýn adaptován na obytnou budovu. Obydlen byl až do roku 1954. V roce 1962 vyhořel. Torzo mlýna v roce 1972 zakoupil nový majitel, který mlýn opravil pro rekreační účely. 

## Popis
Větrný mlýn byl třípodlažní částečně podsklepenou omítanou zděnou stavbou na kruhovém půdorysu, zakončenou nízkou kuželovou střechou krytou šindelem. Původní střecha byla vysoká 3,15 metrů. Mlýn je osm metrů vysoký s průměrem 8,3 metry. Do mlýna je prolomen pravoúhlý vstup s pískovcovým ostěním a segmentovým záklenkem. K západní straně mlýna byla dostavěna přístavba.
| průměr [m] | výška [m] | průměr větrného kola [m] | zdroj       |
| ---------- | --------- | ------------------------ | ----------- |
| 9          | 8         | 18                       | [ 2 ] [ 3 ] |